# Bogside
Bogside (irl. Taobh an Bhogaigh) – dzielnica Londonderry w Irlandii Północnej zamieszkaną w głównej mierze przez irlandzkich katolików. Osiedle znajduje się poza obrębem murów miejskich.
Miejsce to było świadkiem dramatycznych wydarzeń związanych z konfliktem w Irlandii Północnej, w tym bitwy o Bogside oraz strzelaniny podczas krwawej niedzieli. Do popularnych atrakcji turystycznych zaliczają się liczne murale wykonane od lat 60. przez artystów powiązanych z ruchem na rzecz praw obywatelskich, słynny Free Derry Corner oraz Gasyard Feile, coroczny festiwal muzyki i sztuki.

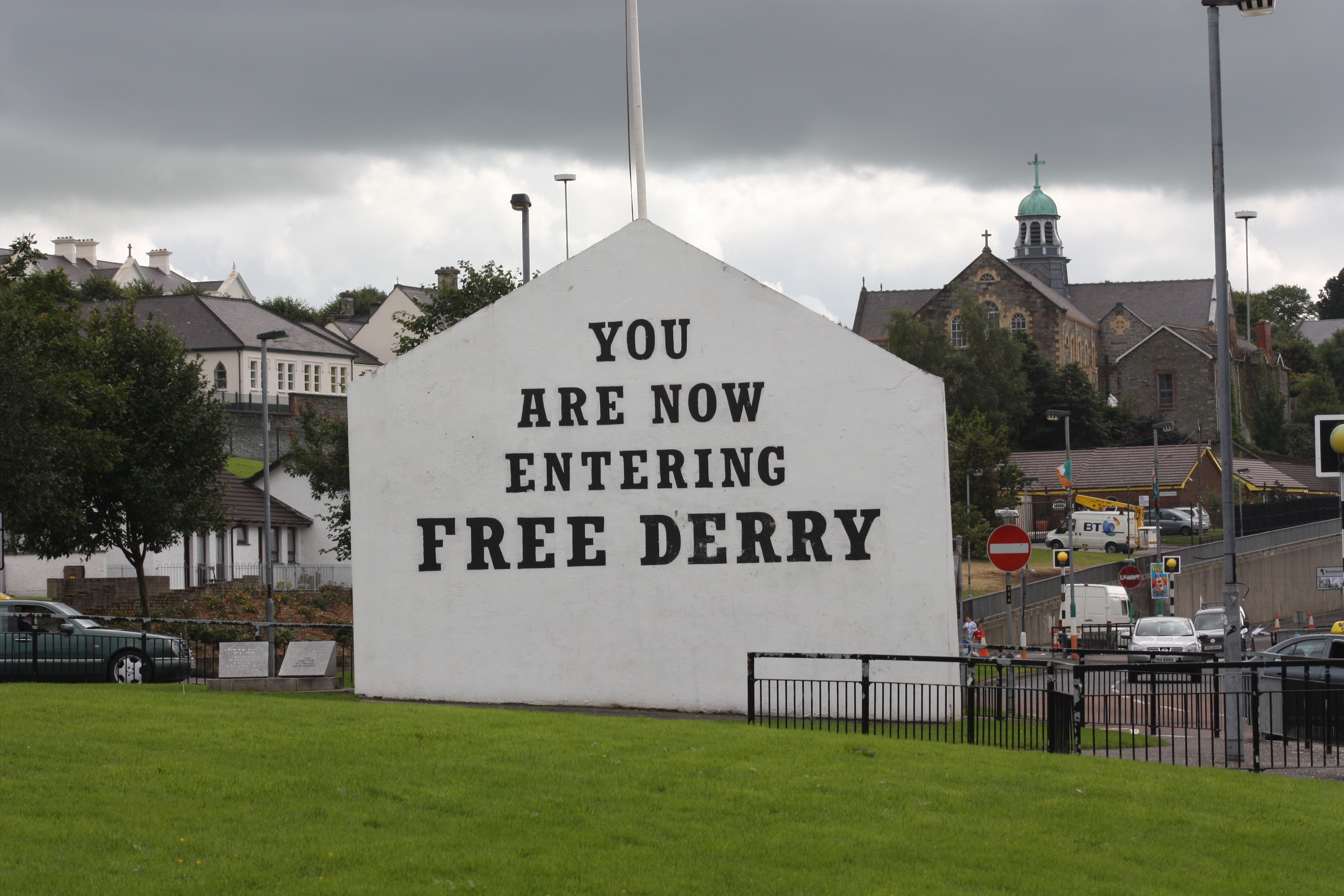
Free Derry Corner. Napis głosi: Właśnie wchodzisz do wolnego Derry.
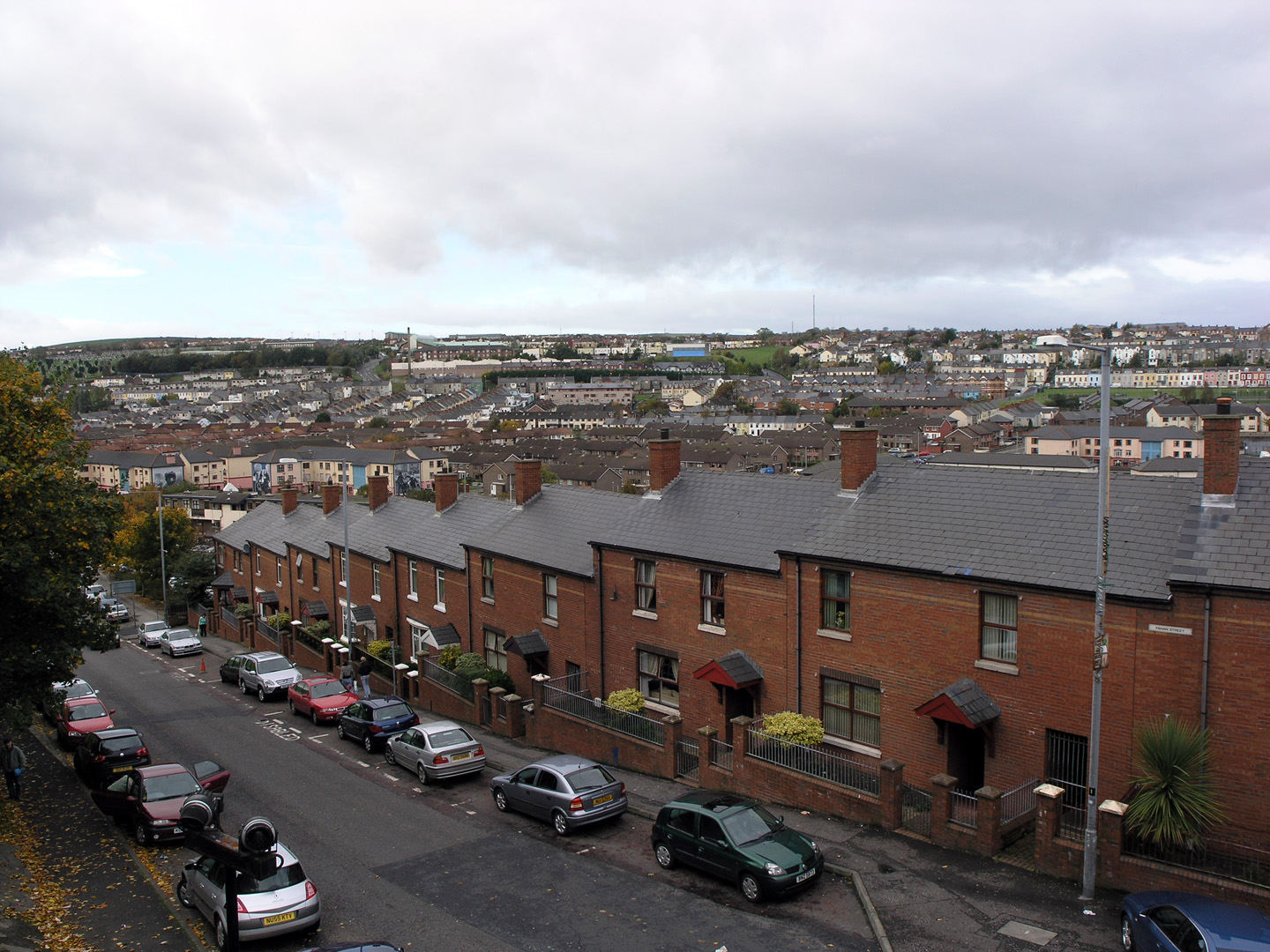
Bogside, widok z bramy miejskiej.
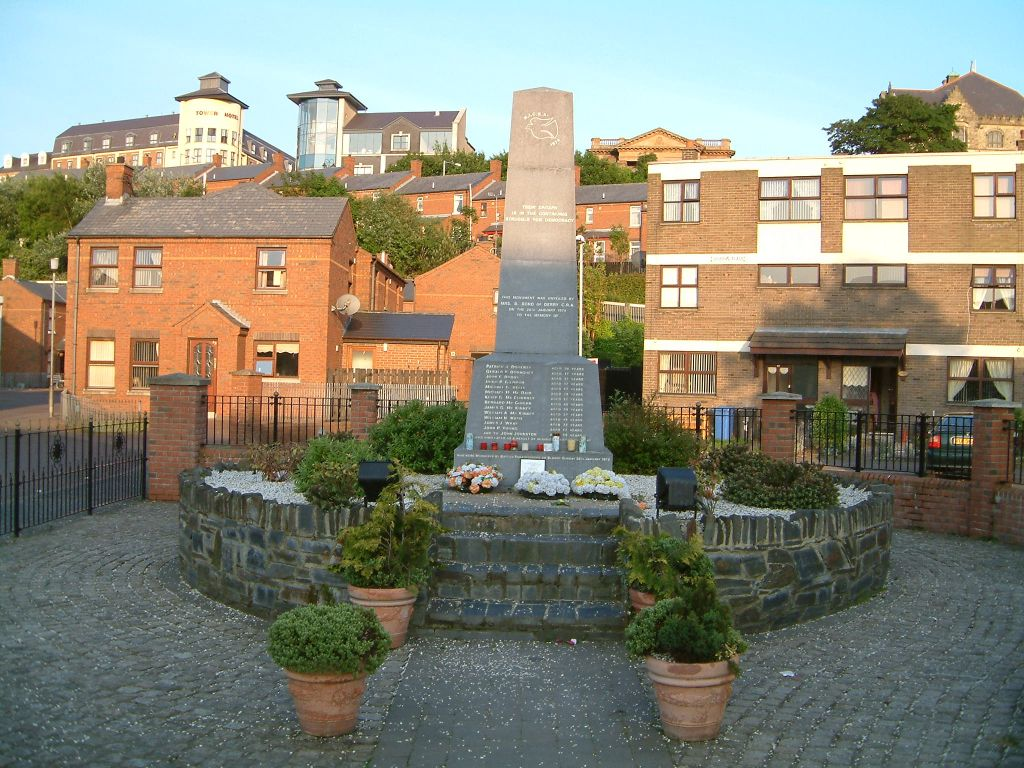
Monument upamiętniający wydarzenia krwawej niedzieli.